# Kaj Weibel

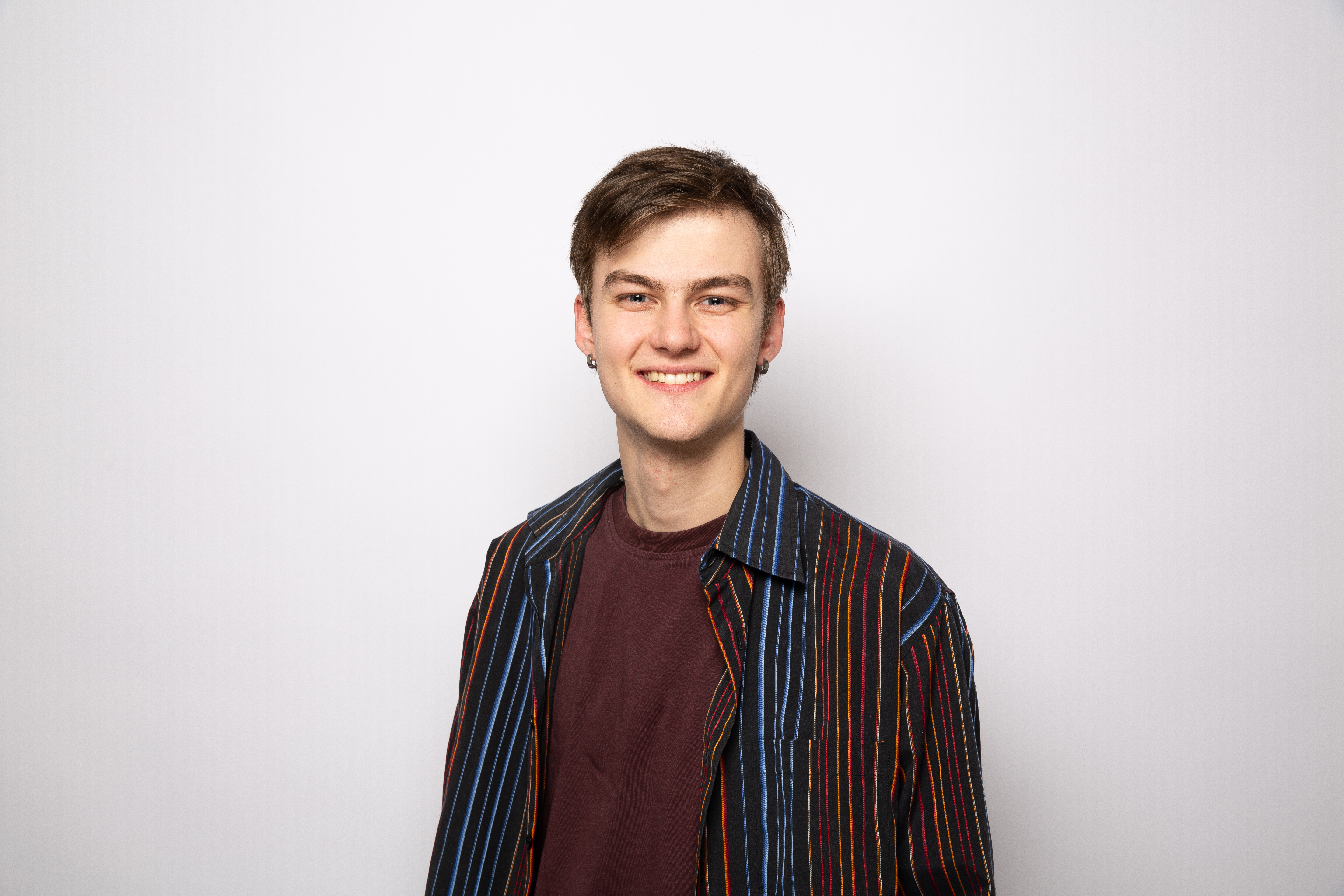
Kaj Weibel (2022)

Kaj Weibel (* 2. März 2002) ist ein Schweizer Politiker (Grüne bzw. Junge Grüne) im Kanton Glarus und seit 2022 für den Wahlkreis Glarus Nord Mitglied im Landrat des Kantons Glarus.

## Werdegang
Kaj Weibel engagierte sich ab 2019 als Schüler an der Kantonsschule Glarus im Rahmen der Klimademonstrationen (Fridays for future) im Kanton Glarus. Er war Gründungsmitglied von KlimaGlarus.ch, einer Organisation, die sich dafür einsetzt, dass der Kanton Glarus der erste klimaneutrale Kanton der Schweiz wird. Er war Leiter des Glarner Klimabüros, das vom Verein Klimaglarus gegründet wurde.
An der Landsgemeinde 2021 hat Kaj Weibel für Klimaglarus einen Abänderungsantrag zum Energiegesetz eingebracht. Er beantragte eine Verschärfung des kantonalen Energiegesetzes. Das überraschend angenommene Verbot von neuen fossil betriebenen Heizungen wurde schweizweit beachtet. Die schweizerischen Medien beschrieben den Erfolg als «Wunder von Glarus» und ein Signal für die ganze Schweiz. Das Ölheizungsverbot war das erste in der Schweiz und damit das Glarner Energiegesetz das in diesem Moment radikalste der Schweiz. Der Entscheid hatte denn auch eine Ausstrahlung auf die folgende Abstimmung zum Energiegesetz des Kantons Zürich.
Der Erfolg machte Kaj Weibel im Kanton Glarus bekannt und wurde stark mit ihm identifiziert. Er wurde daraufhin zum Glarner des Jahres 2021 gewählt.

## Politische Karriere
Kaj Weibel ist Co-Präsident der Jungen Grünen Glarus und seit 2022 Vizepräsident der Grünen des Kantons Glarus. Bei den Landratswahlen 2022 wurde er im Wahlkreis Glarus Nord in den Glarner Landrat gewählt. Er gehört dort der Kommission Bau, Raumplanung und Verkehr an und ist Ersatzmitglied in der Kommission Recht, Sicherheit, Justiz. Seine politischen Schwerpunkte liegen aber vor allem im Bereich Energiepolitik, wo er sich für griffige Klimaschutzmassnahmen einsetzt. Er ist das jüngste Mitglied des Landrates (Stand Dezember 2022).